# Chaenorhinum
Chaenorhinum é um género com 17 espécies de plantas fanerógamas pertencente à família Scrophulariaceae. Alguns experientes classificam-no dentro da família Plantaginaceae.

## Espécies seleccionadas
- Chaenorhinum berardi
- Chaenorhinum brasianum
- Chaenorhinum burnati
- Chaenorhinum cadevallii
- Chaenorhinum glareosum (Boiss.) Willk.
- Chaenorhinum grandiflorum (Cosson) Willk.
- Chaenorhinum macropodum (Boiss. & Reut.) Lange
- Chaenorhinum origanifolium (L.) Fourr.
- Chaenorhinum villosum (L.) Lange

## Sinônimo
- Chaenorrhinum (DC.) Rchb.
- Hueblia Speta[1]